# Степаненко, Олег
Оле́г Степане́нко (род. 20 октября 1939, Львов) — советский легкоатлет, специалист по барьерному бегу. Выступал за сборную СССР по лёгкой атлетике в конце 1960-х — начале 1970-х годов, победитель и призёр первенств всесоюзного значения, участник летних Олимпийских игр в Мехико. Представлял Москву и спортивное общество «Динамо». Мастер спорта СССР.

## Биография
Олег Степаненко родился 20 октября 1939 года во Львове, Польская Республика.
Начал заниматься лёгкой атлетикой в 1955 году, проходил подготовку в Москве под руководством тренера Е. Кузнецова, состоял в спортивном обществе «Динамо».
Впервые заявил о себе на всесоюзном уровне в сезоне 1968 года, когда в 110-метровом барьерном беге неожиданно одержал победу на чемпионате СССР в Ленинакане. Благодаря этой победе вошёл в основной состав советской сборной и удостоился права защищать честь страны на летних Олимпийских играх в Мехико — в беге на 110 метров с барьерами благополучно преодолел предварительный квалификационный этап, тогда как на стадии полуфиналов, несмотря на установленный личный рекорд (13,83), финишировал лишь пятым и в решающий забег не отобрался.
В 1969 году в беге на 50 метров с барьерами занял седьмое место на Европейских легкоатлетических играх в Белграде, в дисциплине 110 метров стал серебряным призёром на чемпионате СССР в Киеве, уступив только Виктору Балихину.
На чемпионате СССР 1970 года в Минске вновь был вторым позади Балихина.
В 1971 году в той же дисциплине получил ещё одну серебряную награду на зимнем чемпионате СССР в Москве — здесь его снова обошёл Виктор Балихин.